# Kiel Baltic Hurricanes
Stade
Maillots
Kiel Baltic Hurricanes est un club allemand de football américain basé à Kiel. Ce club qui évolue au Holstein-Stadion (11 981 places) fut fondé en 1988.
Les Baltic Hurricanes sont promus en GFL à l'issue de la saison 2006. C'est un retour parmi l'élite pour Kiel qui joua au plus haut niveau allemand pendant sept saisons de 1996 à 2002. Le club signa sa meilleure performance en 1999 en disputant les demi-finales après avoir chuté en quarts de finale en 1997, 1998 et 2000.

## Palmarès
- Championnat d'Allemagne : 2010
- Vice-champion d'Allemagne : 2008, 2009, 2011, 2012